# Strumień pola

Strumień pola.

Strumień pola – wielkość skalarna opisująca pole wektorowe oraz jego źródłowość.
Definicję formalną strumienia pola wektorowego opisywanego wektorem {\displaystyle {\vec {G}}(x,y,z)} przechodzącego przez daną powierzchnię S przedstawia wzór
{\displaystyle \Phi _{S}=\int \limits _{S}{\vec {G}}\cdot {\overrightarrow {\mathrm {d} S}}}
gdzie 
{\displaystyle {\overrightarrow {dS}}} - wektor powierzchni a wyrażenie podcałkowe jest iloczynem skalarnym.
Definicja ta jest zgodna z intuicyjnym pojęciem strumienia. Na przykład, jeżeli jako pole wektorowe weźmiemy iloczyn gęstości wody i jej prędkości w danym punkcie (pole prędkości), to strumień takiego pola będzie opisywał ilość (masę) wody przechodzącą przez zadaną powierzchnię w jednostce czasu, czyli to co intuicyjnie jest rozumiane jako strumień wody.
Szczególnie ważnym pojęciem jest strumień przechodzący przez powierzchnię zamkniętą
{\displaystyle \Phi _{S}=\oint \limits _{S}{\vec {G}}\cdot {\overrightarrow {\mathrm {d} S}}}
Jeżeli wartość tego strumienia jest różna od zera, to pole jest polem źródłowym (posiada wewnątrz tej powierzchni źródło). Gdy strumień jest dodatni - oznacza to, że np. dla pola elektrycznego powierzchnia zamyka wewnątrz ładunek dodatni. Jeżeli wartość ta jest ujemna, wewnątrz powierzchni znajduje się ładunek ujemny. W przypadku pola prędkości wody odpowiada to sytuacji występowania źródła wody (gdy strumień przez powierzchnię zamkniętą jest dodatni) i odpływu (gdy strumień przez powierzchnię zamkniętą jest ujemny).
W różniczkowym ujęciu źródłowości odpowiada operator dywergencji.